# Grote kuifpinguïn
De grote kuifpinguïn (Eudyptes sclateri) is een pinguïnsoort die voorkomt in Nieuw-Zeeland. De pinguïn is een bedreigde zeevogelsoort die broedt op de Bounty-eilanden en de Antipodeneilanden.

## Herkenning
De grote kuifpinguïn is 63 tot 68 cm lang en weegt 3,3 tot 7,0 kg. Het is een middelgrote pinguïn, die van boven zwart met een blauwe glans op de rug is. Deze pinguïn lijkt sterk op de fjordlandkuifpinguïn, met ook een zeer forse snavel die oranje tot roodachtig is, maar met een blauwgrijze snavelbasis en een daar een vleeskleurig tot roze vlies. Verder ontbreken de witte streepjes op de kop. De kuif of wenkbrauwstreep is geel en begint lager, loopt dicht langs het oog en eindigt in vrij lange, vaak omhoog gebogen kuif.

## Verspreiding, leefgebied en broedgebied
Zoals alle pinguïnsoorten verblijft de vogel buiten de broedtijd op open zee. De soort komt voor in het hele zeegebied ten zuiden en ten zuidoosten van Nieuw-Zeeland. Ze foerageren waarschijnlijk op krill, maar er ontbreekt goed onderzoek naar de foerageergewoonten. De grootste broedkolonies liggen op de Bounty-eilanden en de Antipodeneilanden. De vogel broedt op rotsige kusten, kliffen tot op 75 m boven zeeniveau of op stranden en al dan niet begroeid met grote pollen gras.

## Status
De  grote kuifpinguïn heeft een klein broedgebied en daardoor is de kans op uitsterven aanwezig. De grootte van de populatie werd in 2014 geschat  op 150 duizend volwassen individuen. De populatie-aantallen halveerden in de periode 1978-1995, mogelijk is het tempo van achteruitgang nu lager. De oorzaak heeft waarschijnlijk te maken met negatieve ontwikkelingen in het zeegebied en de aanwezigheid van muizen op de broedeilanden. Om deze redenen staat deze soort als bedreigd op de Rode Lijst van de IUCN.

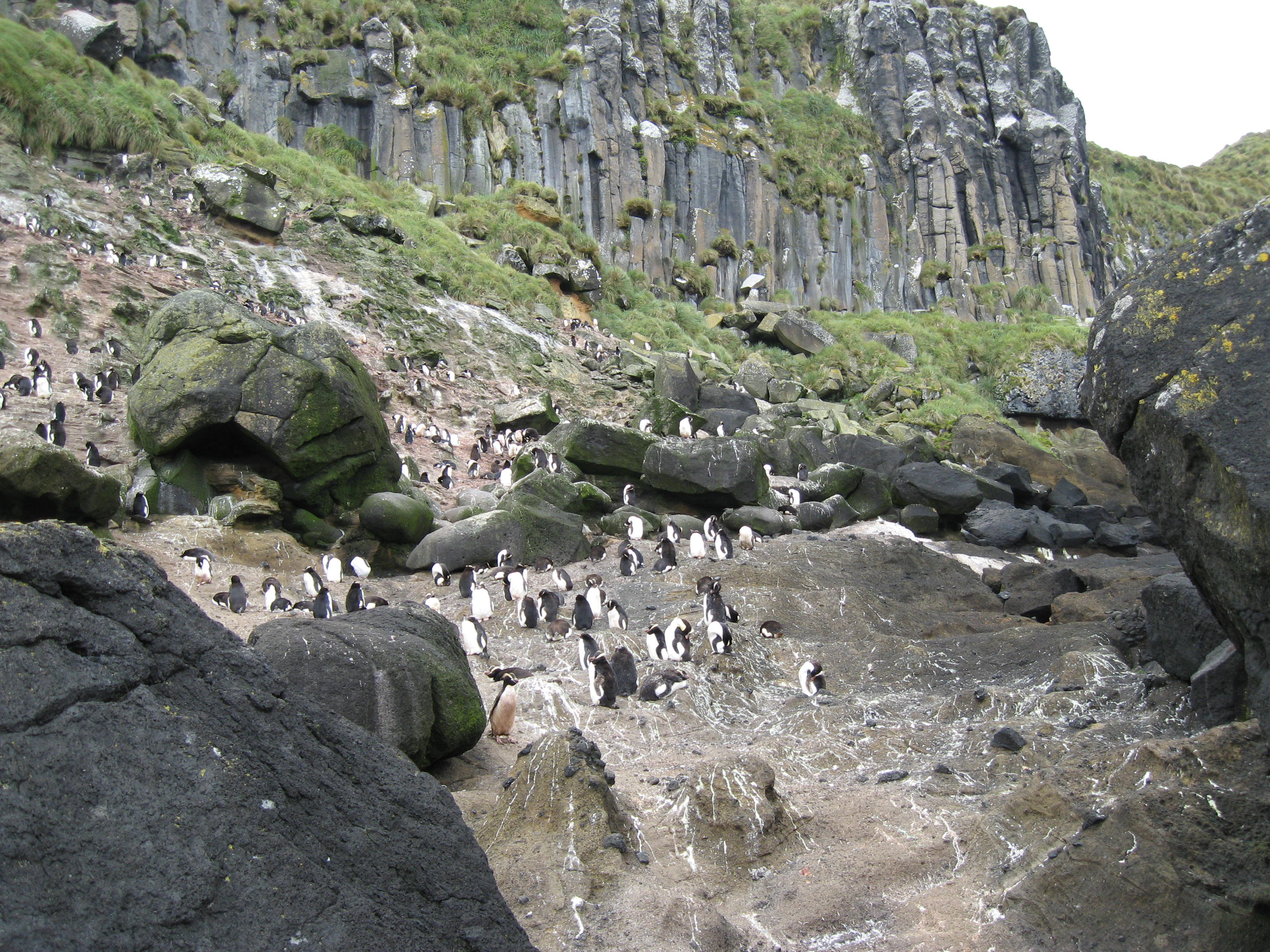
Foto van de kolonie op een van de Antipodeneilanden.